# Наводнение в Тарне
Наводне́ние в департа́менте Тарн на юге Франции произошло с 1 по 4 марта 1930 года. Оно оказалось самым сильным в этой части страны за последние несколько веков и привело к гибели более 300 человек.

## Причины
Зимой 1929—1930 годов в южной части Франции наблюдалось существенное, примерно двукратное превышение объёма осадков по сравнению с нормой. В результате почва оказалась перенасыщена влагой, а в горах образовался снежный покров толщиной от 100 до 200 мм, совсем не характерный для этих мест. В январе — феврале 1930 года в реках Оде, Орбе и Тарне прошли «подготовительные» наводнения. В конце февраля из Италии и Корсики пришёл антициклон, вызвавший таяние скопившегося снега. Одновременно с этим циклон со стороны Испании и Бискайского залива принёс обильные холодные дожди — так, в Бедарьё выпало 90 мм, а в окрестностях Кагора — от 10 до 20 мм влаги. Ливневые дожди продолжались вплоть до 3 марта, в том числе — в горах, где находятся истоки большинства местных рек.

## Наводнение
Начиная с 1 марта стала прибывать вода в реках. Первоначально это не вызывало большого беспокойства, поскольку уровень воды не превышал нормального паводкового значения, уступая уровню сильнейших на тот момент наводнений 1856, 1875 и 1891 годов. Однако дожди, сопровождавшиеся во многих местах шквалистым ветром, не прекращались вплоть до 3 марта на всём юго-западе Франции, что привело к разливу большого количества рек. Так, на реке Агу уровень воды поднялся более чем на 7 метров (предыдущий рекорд составлял 4,75 метра), на Лоте — на 7,80 м, на Тарне — на 7,95 м, на Ла-Реоле — на 10,40 м, на Гаронне — на 10,86 м, на Марманде — 11,70 м. Климатологи предполагают, что наводнение 1930 года было сильнейшим в этой части Франции за несколько веков.

## Последствия
Наводнение привело к неисчислимым материальным потерям и гибели более 300 человек. Было разрушено более 2500 домов и несколько десятков мостов. 9 марта 1930 года в стране впервые в XX веке был объявлен национальный траур.
- Разлившаяся Гаронна сносит дамбу
- Последствия разлива Гаронны
- Главная улица Клотюр-сюр-Гаронн после наводнения
- Кладбище Клотюр-сюр-Гаронн после наводнения